# Ceresium holophaeum
Ceresium holophaeum là một loài bọ cánh cứng trong họ Cerambycidae.